# 1974
1974 (MCMLXXIV) a fost un an obișnuit al calendarului gregorian, care a început într-o zi de marți.

## Evenimente

### Ianuarie
- 1 ianuarie: În postul de președinte al Confederației Elvețiene este instalat Ernst Brugger (până pe 31 decembrie).
- 8-10 ianuarie: În URSS, într-o vizită oficială, s-a aflat Ministrul Afacerilor Externe al Republicii Populare Ungare, Frigyes Puja.
- 11 ianuarie: La Moscova a fost semnat un protocol privind comerțul dintre URSS și RSR.
- 11 ianuarie: La Belgrad a fost semnat un protocol privind comerțul dintre URSS și Iugoslavia.
- 11 ianuarie–20 ianuarie: Secretarul de stat american, Henry Kissinger, a făcut o călătorie în Orientul Mijlociu, a vizitat Egipt, Israel, Iordania și Siria.
- 15 ianuarie: La Moscova a fost semnat un protocol privind comerțul dintre URSS și Bulgaria.
- 16 ianuarie: Începe Războiul civil din Etiopia.
- 18 ianuarie: La kilometrul 101 al drumului Cairo - Suez, se semnează acordul dintre Egipt și Israel privind dezangajarea forțelor egiptene și israeliene. Dezangajarea a început la 25 ianuarie și s-a încheiat la 3 martie.
- 18-20 ianuarie: La Viena, a avut loc al 22-lea Congres al Partidului Comunist din Austria. Președintele Partidului a fost reales Franz Muhri.
- 21-24 ianuarie: În URSS, într-o vizită oficială, s-a aflat Ministrul Afacerilor Externe al Republicii Arabe Egipt, Ismail Fahmi.

### Martie
- 8 martie: Se inaugurează Aeroportul Internațional Charles de Gaulle din Paris, Franța.
- 28 martie: Ceaușescu este ales președinte al Republicii Socialiste România la Congresul al XI-lea al PCR.
- 29 martie: Mariner 10, naveta americană de explorare, fără echipaj uman, devine prima naveta spațială care a vizitat planeta Mercur, trimițând peste 2.000 de imagini pe Pământ.
- 29 martie: Armata de Teracotă a lui Qin Shi Huang este descoperită la Xi'an, China.

### Aprilie
- 6 aprilie: Formația suedeză ABBA câștigă concursul Eurovision și cucerește Europa cu piesa Waterloo!.
- 9 aprilie: A fost inaugurat stadionul de fotbal Steaua.
- 23 aprilie: Un Boeing 707 s-a prăbușit în Bali, Indonezia. Și-au pierdut viața 107 pasageri.
- 25 aprilie: În Portugalia a avut loc "Revoluția garoafelor", care a înlăturat regimul de dictatură fascistă instaurat de Antonio de Oliveira Salazar în 1933 și a deschis calea spre restaurarea democrației ("Ziua libertății").

### Mai
- 19 mai: Alegerea lui Valéry Giscard d'Estaing ca președinte al Republicii Franceze.

### Iulie

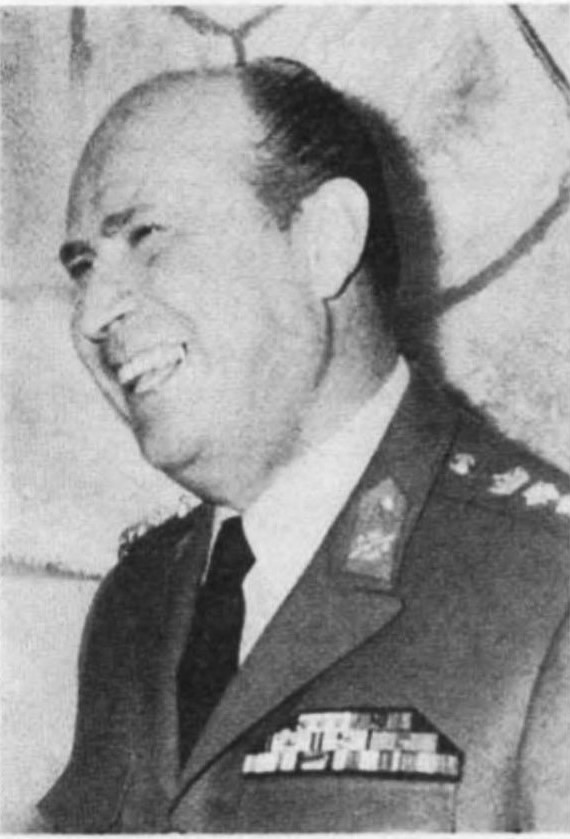
Dimitrios Ioannidis, ultimul dintre dictatorii Regatului Greciei. Guvernul său se destramă în această lună.

- 7 iulie: Germania de Vest învinge Olanda cu 2-1 și câștigă Campionatul Mondial de Fotbal din RFG.
- 24 iulie:
  - Afacerea Watergate: Curtea Supremă de Justiție din SUA i-a cerut președintelui american Richard Nixon să dea toate documentele ținute la Casa Albă procurorului însărcinat cu rezolvarea cazului Watergate.
  - Guvernul lui Dimitrios Ioannidis din Regatul Greciei cade, ca urmare a invaziei Ciprului de către Republica Turcia, pornind drumul Greciei spre democrație.

### August
- 8 august: Afacerea Watergate: Președintele Richard Nixon își anunță demisia.
- 10 august: Este inaugurată Sala Polivalentă din București.

### Septembrie
- 20 septembrie: Inaugurarea drumului național Transfăgărășan, magistrală cu o lungime de peste 90 km, situată la cea mai înaltă altitudine – 2.040 metri - față de alte drumuri ce străbat Munții Carpați.

### Octombrie
- 16 octombrie: Guvernul schimbă numele orașului Cluj în Cluj-Napoca și Turnu Severin în Drobeta Turnu Severin.
- 22 octombrie: A fost inaugurat Centrul Național de Fizică București.
- 31 octombrie: A fost inaugurat primul zbor al avionului de vânătoare IAR 93 "Vultur"

### Noiembrie
- 24 noiembrie: Este descoperit un schelet din specia hominidă Australopithecus afarensis și este numit Lucy.
- 28 noiembrie: Regatul Greciei a fost primit înapoi în Consiliul Europei, fiind forțat să îl părăsească după Revoluției de la 1967.[1]

### Decembrie
- 8 decembrie: Grecia optează, prin referendum, pentru republică și abolirea monarhiei, care fusese instituită în anul 1832.
- 18 decembrie: URSS primește clauza națiunii celei mai favorizate din partea SUA.

### Nedatate
- noiembrie: Ceaușescu declară demararea lucrărilor de construcție la primul tronson al magistralei 1 a metroului bucureștean, Semănătoarea - Timpuri Noi (inaugurat în 1979).
- Cubul Rubik este inventat de arhitectul maghiar Ernő Rubik.
- PepsiCo devine prima companie americană care vinde produse în Uniunea Sovietică.[2]
- SUA acordă României clauza națiunii celei mai favorizate.

## Arte, științe, literatură și filozofie
- 25 octombrie: A avut loc premiera piesei „Matca” de Marin Sorescu.
- Ernesto Sábato publică Abaddón, exterminatorul.
- Gellu Naum publică „Poeme alese”.
- Lucian Blaga publică „Despre conștiința filosofică”.

## Nașteri

### Ianuarie
- 2 ianuarie: Marius Ovidiu Isăilă, politician român
- 8 ianuarie: Cristian Petru Bodea, politician român
- 8 ianuarie: Maria Matsouka, politiciană greacă
- 9 ianuarie: Alina Bica (Alina Mihaela Bica), procuror român
- 10 ianuarie: Alexandru Pelici, fotbalist român

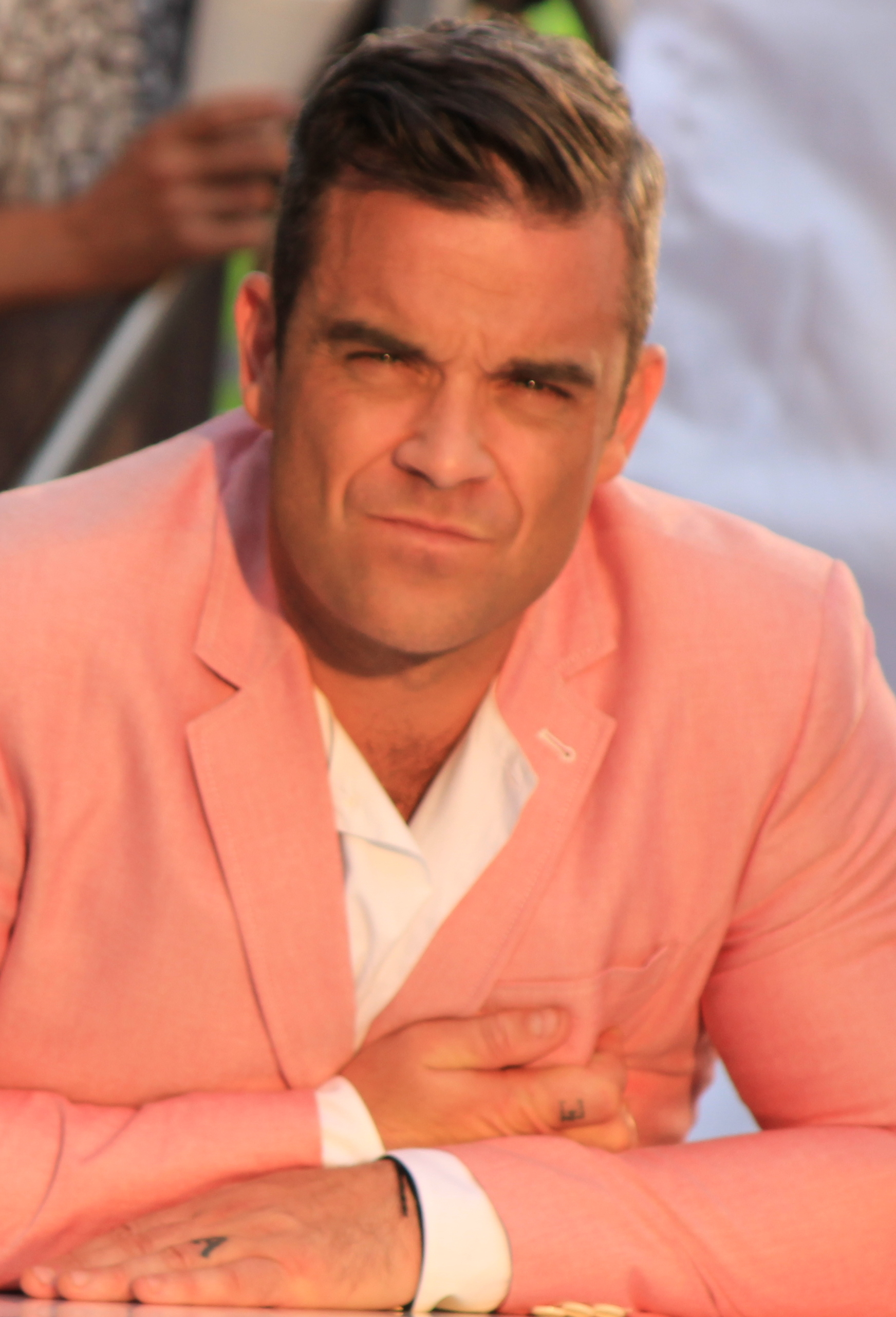
Robbie Williams, cântăreț britanic

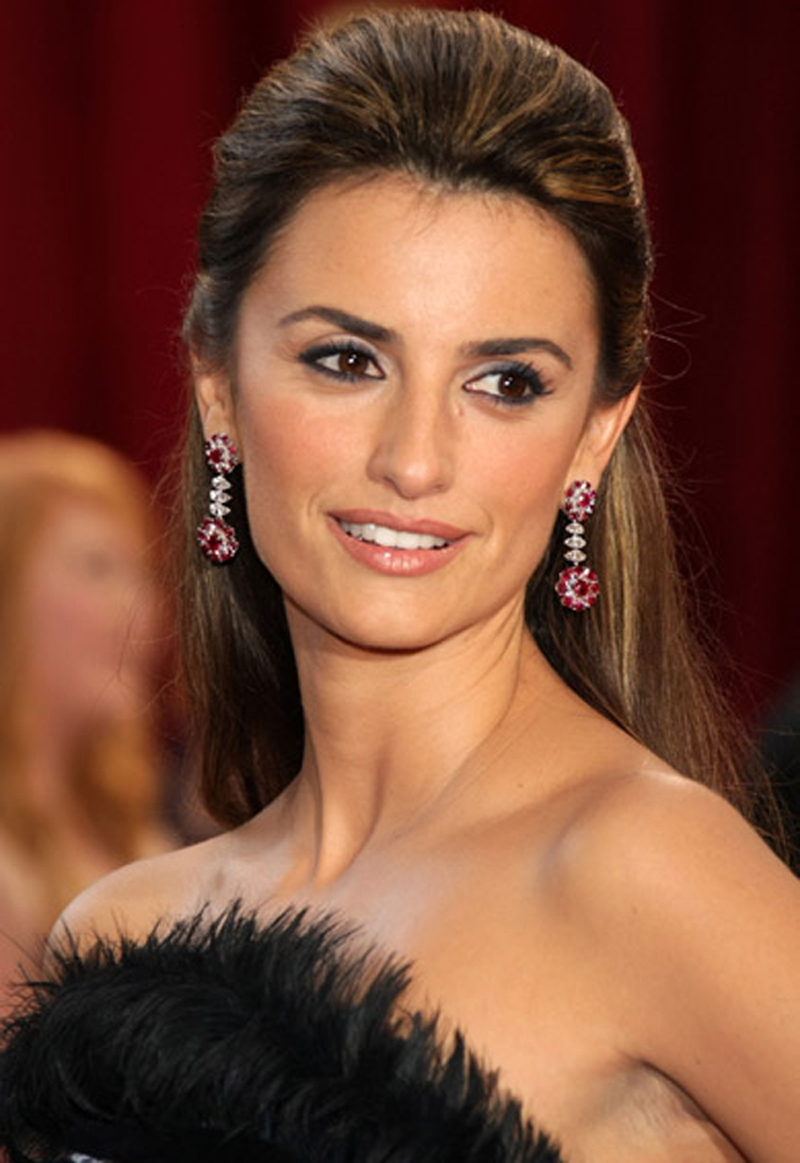
Penélope Cruz, actriță spaniolă

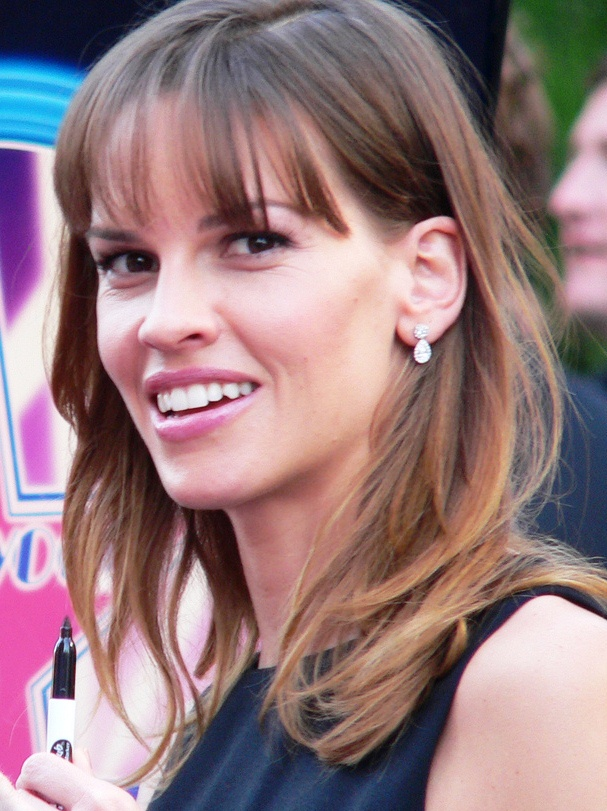
Hilary Swank, actriță americană

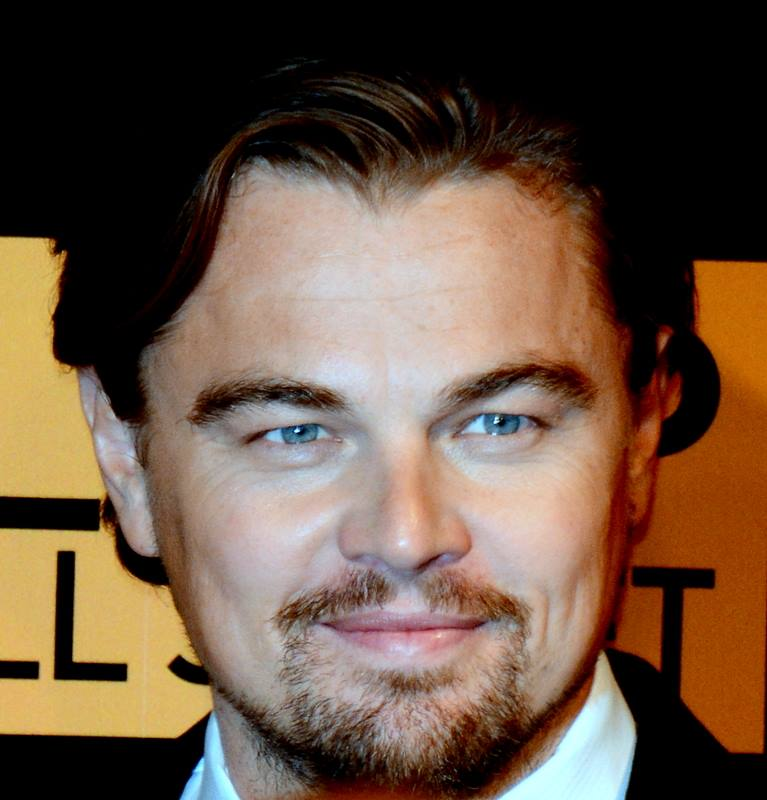
Leonardo DiCaprio, actor american

- 12 ianuarie: Mel C (Melanie Jaine Chisholm), cântăreață, compozitoare, actriță de film și femeie de afaceri britanică
- 14 ianuarie: R. Brandon Johnson (Richard Brandon Johnson), actor american
- 23 ianuarie: Daniel Vasile, politician român
- 25 ianuarie: Mihai Godea, politician din R. Moldova
- 26 ianuarie: András-Levente Máté, politician român
- 27 ianuarie: Andrei Pavel, jucător român de tenis
- 29 ianuarie: Mălina Olinescu, interpretă română (d. 2011)
- 30 ianuarie: Christian Bale, actor englez de film și TV
- 30 ianuarie: Olivia Colman, actriță britanică

### Februarie
- 2 februarie: Nóra Edöcsény, triatlonistă maghiară
- 4 februarie: Robert Ilyeș, fotbalist român
- 8 februarie: Seth Green (Seth Benjamin Gesshel-Green), actor american de film
- 11 februarie: D'Angelo (n. Michael Eugene Archer), muzician american
- 13 februarie: Robbie Williams (Robert Peter Williams), cântăreț britanic
- 14 februarie: Philippe Léonard, fotbalist belgian
- 14 februarie: Valentina Vezzali, scrimeră italiană
- 15 februarie: Mr. Lordi (n. Tomi Petteri Putaansuu), cântăreț finlandez
- 16 februarie: Mahershala Ali (n. Mahershalalhashbaz Gilmore), actor american
- 17 februarie: Csaba Asztalos, politician român de etnie maghiară
- 17 februarie: Al-Muhtadee Billah, prinț moștenitor al statului Brunei
- 17 februarie: Edvin Marton, compozitor maghiar
- 17 februarie: Jerry O'Connell (Jeremiah O'Connell), actor american de film
- 18 februarie: Radek Černý, fotbalist ceh
- 18 februarie: Evgheni Kafelnikov, jucător rus de tenis
- 18 februarie: Cătălin Nechifor, politician român
- 19 februarie: Daniel Cristea-Enache, critic literar român
- 21 februarie: Iván Campo, fotbalist spaniol
- 22 februarie: James Blunt, cântăreț englez
- 24 februarie: Mircea Badea, actor și jurnalist român
- 26 februarie: Sébastien Loeb, pilot de raliuri francez
- 26 februarie: Irina Vlah, politiciană din R. Moldova
- 27 februarie: Maria Grecea, politiciană română
- 27 februarie: Ion Șcheau, politician român
- 28 februarie: Lee Carsley, fotbalist irlandez
- 28 februarie: Alexander Zickler, fotbalist german

### Martie
- 3 martie: Ada Colau, politiciană spaniolă
- 4 martie: Tinel Petre, fotbalist român
- 5 martie: Eva Mendez (Eva de la Caridad Mendez), actriță americană de film
- 8 martie: Christiane Paul, actriță germană
- 9 martie: Sophie Schütt, actriță germană
- 14 martie: György Simonka, politician maghiar
- 17 martie: Frode Johnsen, fotbalist norvegian
- 17 martie: Dorin Recean, politician din R. Moldova
- 18 martie: Victor Costache (Victor Sebastian Costache), medic chirurg și politician român, Ministru al Sănătății (2019–2020)
- 18 martie: Przemysław Wojcieszek, regizor de film, polonez
- 19 martie: Cosmin Alin Popescu, profesor universitar român
- 21 martie: Anne-Sophie Briest, actriță germană
- 24 martie: Daniel Chiriță, fotbalist român
- 25 martie: Kseniya Rappoport, actriță rusă
- 26 martie: Irina Spîrlea, jucătoare română de tenis
- 27 martie: Gaizka Mendieta, fotbalist spaniol
- 28 martie: Florin Lăzărescu, prozator, scenarist și publicist român
- 29 martie: Fabrizio Corona, actor italian
- 29 martie: Iulian Filipescu, fotbalist român
- 30 martie: Maria Neculiță, sportivă română (gimnastică artistică)
- 31 martie: Mimi Brănescu (Cornel Mihai Brănescu), scenarist, actor român de film, teatru, TV
- 31 martie: Stefan Olsdal, muzician suedez

### Aprilie
- 5 aprilie: Uhm Tae Woong, actor sud-coreean
- 8 aprilie: Chris Kyle (Christopher Scott Kyle), lunetist american (d. 2013)
- 10 aprilie: Goce Sedloski, fotbalist macedonean
- 11 aprilie: Stefanie Stappenbeck, actriță germană
- 12 aprilie: Dinu Pescariu, jucător român de tenis
- 17 aprilie: Victoria Beckham, femeie de afaceri, creatoare de modă, cântăreață britanică
- 18 aprilie: Madeleine Peyroux, compozitoare, chitaristă și cântăreață de jazz, americană
- 20 aprilie: Adrian Ilie, jucător român de fotbal
- 22 aprilie: Florin Roman, politician român
- 22 aprilie: Kenichi Uemura, fotbalist japonez
- 25 aprilie: Louis Alphonse, Duce de Anjou, actualul Șef al Casei de Bourbon (din 1989)
- 26 aprilie: Adil Ray, actor britanic
- 27 aprilie: Ion Testemițanu, fotbalist din R. Moldova
- 28 aprilie: Penélope Cruz (Penélope Cruz Sánchez), fotomodel și actriță spaniolă de film
- 29 aprilie: Barbora Bobuľová, actriță slovacă

### Mai
- 1 mai: Alex Iordăchescu, regizor de film, român
- 2 mai: Dodô (n. Ricardo Lucas Figueredo Monte Raso), fotbalist brazilian
- 5 mai: Nana Falemi, fotbalist camerunez
- 10 mai: Liviu Pop, politician român
- 10 mai: Sylvain Wiltord, fotbalist francez
- 16 mai: Laura Pausini, cântăreață italiană
- 21 mai: Iulian Bădescu, politician român
- 27 mai: Medeea Marinescu, actriță română
- 28 mai: Hans-Jörg Butt, fotbalist german
- 28 mai: Tudor Chirilă (Teodor Matei Chirilă), actor de film și teatru, muzician, compozitor și producător român
- 30 mai: Big L (n. Lamont Coleman), rapper american (d. 1999)
- 30 mai: Kostas Chalkias, fotbalist grec
- 30 mai: Doina Elena Federovici, politician român
- 30 mai: Andry Rajoelina, om politic și om de afaceri franco-malgaș, președinte al Madagascarului
- 31 mai: Zsolt Erdei, boxer maghiar

### Iunie
- 1 iunie: Alanis Morissette (Alanis Nadine Morissette), cântăreață canadiană
- 1 iunie: Ioana Nicolaie, poetă română
- 1 iunie: Daniel Tudor, fotbalist român
- 3 iunie: Serhii Rebrov, fotbalist ucrainean
- 4 iunie: Steliana Grama, poetă din R. Moldova (d. 2006)
- 9 iunie: Samoth (n. Tomas Thormodsæter Haugen), chitarist norvegian
- 13 iunie: Katharina Bellowitsch, prezentatoare de televiziune, austriacă
- 13 iunie: Selma Björnsdóttir, cântăreață islandeză
- 13 iunie: Dušan Petković, fotbalist sârb
- 18 iunie: Itziar Ituño, actriță spaniolă
- 18 iunie: Martin Kastler, politician german
- 18 iunie: Serghei Șarikov, scrimer rus (d. 2015)
- 20 iunie: Dayang Noor Camelia Abang Khalid, muziciană malaysiană
- 21 iunie: Flavio Roma, fotbalist italian
- 23 iunie: Joel Edgerton, actor de film, regizor, producător și scenarist australian
- 23 iunie: Andi Vasluianu, actor român
- 25 iunie: Remus Cernea, politician român
- 27 iunie: Andrei Martin, fotbalist și antrenor din R. Moldova
- 28 iunie: Helene Grass, actriță germană
- 29 iunie: Fon Tanasoontorn, actriță și cântăreață thailandeză

### Iulie
- 1 iulie: Cosmin Prelipceanu, jurnalist român
- 1 iulie: Eusebiu Tudor, fotbalist român
- 2 iulie: Rocky Gray, muzician american
- 6 iulie: Iurie Osipenco, fotbalist din R. Moldova
- 6 iulie: Zé Roberto (n. José Roberto da Silva Jr.), fotbalist brazilian
- 7 iulie: Gabriel Kajcsa, fotbalist român (portar)
- 8 iulie: Moise Guran, jurnalist român
- 11 iulie: André Ooijer, fotbalist neerlandez
- 11 iulie: Alexandru Slusari, on politicdin R. Moldova
- 12 iulie: Sharon den Adel, cântăreață neerlandeză
- 12 iulie: Gregory Helms, wrestler american
- 13 iulie: Florinel Mirea, fotbalist român
- 13 iulie: Jarno Trulli, pilot italian de Formula 1
- 15 iulie: Takashi Hirano, fotbalist japonez
- 16 iulie: Espido Freire, scriitoare spaniolă
- 19 iulie: Ramin Djawadi, compozitor german
- 21 iulie: Alina Chivulescu, actriță română
- 22 iulie: Geta Burlacu (n. Georgeta Povorozniuc), cântăreață din R. Moldova
- 22 iulie: Paulo Jamelli, fotbalist brazilian
- 24 iulie: Dimitar Kovačevski, politician și economist macedonean, prim-ministru al Macedoniei de Nord (2022 - 2024)
- 24 iulie: Atsuhiro Miura, fotbalist japonez
- 28 iulie: Vitalie Pîrlog, politician din R. Moldova
- 28 iulie: Alexis Tsipras, prim-ministru al Greciei (din 2015)
- 30 iulie: Jacek Dukaj, scriitor polonez
- 30 iulie: Hilary Swank (Hilary Ann Swank), actriță americană de film
- 31 iulie: Emilia Fox (Emilia Rose Elizabeth Fox), actriță britanică de film
- 31 iulie: Oleh Vînnîk, cântăreț și actor ucrainean

### August
- 1 august: Sascha Weidner, fotograf german (d. 2015)
- 2 august: Angie Cepeda, actriță columbiană
- 6 august: Dorel-Gheorghe Căprar, politician român
- 6 august: Adrian Voinea, jucător român de tenis
- 9 august: Senta Auth, actriță germană
- 14 august: Artur Balder, regizor de film spaniol
- 15 august: Gry Bay (Gry Wernberg Bay), actriță daneză
- 16 august: Iván Hurtado, fotbalist ecuadorian
- 16 august: Ovidiu Niculescu, actor român
- 16 august: Mariana-Venera Popescu, politiciană română
- 18 august: Nicole Krauss, romancieră americană
- 20 august: Amy Adams (Amy Lou Adams), actriță americană de film
- 20 august: Misha Collins, actor american
- 22 august: Marat Bașarov, actor rus
- 23 august: Ovidiu Cernăuțeanu, muzician român
- 24 august: Takuya Yamada, fotbalist japonez
- 25 august: Tatjana Logvin, handbalistă austriacă
- 30 august: Camilla Läckberg, scriitoare suedeză
- 30 august: Florin Popescu, canoist român
- 31 august: Teruyoshi Ito, fotbalist japonez
- 31 august: Marc Webb (Marc Preston Webb), regizor de film, american

### Septembrie
- 2 septembrie: Marius Csampar, criminal în serie
- 4 septembrie: Argélico Fucks, fotbalist brazilian
- 4 septembrie: Alin Trășculescu, politician român
- 5 septembrie: Peter Wildoer, muzician suedez
- 10 septembrie: Ryan Phillippe, actor american
- 12 septembrie: Adam Bielan, politician polonez
- 12 septembrie: Sergiu Cioclea, economist din R. Moldova, guvernator al Băncii Naționale a Moldovei (2016–2018)
- 12 septembrie: Jimmy Hogarth, muzician britanic
- 14 septembrie: Hicham El Guerrouj, atlet marocan
- 16 septembrie: Mario Haas, fotbalist austriac
- 17 septembrie: Rareș Bogdan, jurnalist și om politic român
- 18 septembrie: Sol Campbell (Sulzeer Jeremiah Campbell), fotbalist englez
- 18 septembrie: George-Gabriel Vișan, politician român
- 19 septembrie: Jimmy Fallon, actor de comedie, prezentator TV, american
- 19 septembrie: Alin Tișe, politician român
- 20 septembrie: Karina Aznavurian, scrimeră rusă
- 21 septembrie: Aurica Bărăscu, canotoare română
- 22 septembrie: Gabriel Andronache, politician român
- 22 septembrie: Irina Drăghici, scrimeră română
- 23 septembrie: Daniel Buzdugan, actor român
- 23 septembrie: Narcis Răducan, fotbalist român
- 24 septembrie: Adrian Minune (n. Adrian Simionescu), interpret român de manele, de etnie romă
- 29 septembrie: Alexander Brandon, muzician american

### Octombrie
- 6 octombrie: Lívia Járóka, politiciană maghiară
- 4 octombrie: Valentin Năstase, fotbalist român
- 7 octombrie: Iratxe García, politiciană spaniolă
- 7 octombrie: Ruslan Nigmatullin, fotbalist rus
- 7 octombrie: Charlotte Perrelli, cântăreață suedeză
- 7 octombrie: Hideto Suzuki, fotbalist japonez
- 8 octombrie: Kōji Murofushi, sportiv japonez (aruncarea ciocanului)
- 9 octombrie: Octavian Calmîc, economist din R. Moldova
- 11 octombrie: Valerie Niehaus, actriță germană
- 16 octombrie: Aurela Gaçe, cântăreață albaneză
- 17 octombrie: Ștefan Apostol, fotbalist român
- 17 octombrie: Matthew Macfadyen, actor britanic
- 20 octombrie: Károly Zsolt Császár, politician român
- 21 octombrie: Costel Busuioc, cântăreț român
- 22 octombrie: Claudiu Adrian Pop, politician român
- 23 octombrie: Aravind Adiga, scriitor indian
- 26 octombrie: Jeroen van Veen, muzician neerlandez
- 27 octombrie: Lucian Bode, politician român
- 27 octombrie: Eduard Raul Hellvig, politician român
- 28 octombrie: Nelly Ciobanu (Nelea Ciobanu-Mărgineanu), cântăreață din R. Moldova
- 28 octombrie: Dejan Stefanović, fotbalist sârb
- 29 octombrie: Alexandre Lopes, fotbalist brazilian

### Noiembrie
- 2 noiembrie: Nelly (n. Cornell Iral Haynes, jr.), rapper, actor american de film
- 5 noiembrie: Angela Gossow, cântăreață germană
- 5 noiembrie: Boris Milošević, politician croat
- 5 noiembrie: Dado Pršo, fotbalist croat
- 9 noiembrie: Alessandro Del Piero, fotbalist italian
- 10 noiembrie: Alina Berzunțeanu, actriță română
- 10 noiembrie: Kristina Kovač, cântăreață sârbă
- 11 noiembrie: Leonardo DiCaprio (Leonardo Wilhelm DiCaprio), actor, producător american de film
- 10 noiembrie: Cristian Munteanu, fotbalist român
- 12 noiembrie: Patricia Faessler, artistă și fotomodel elvețian
- 14 noiembrie: Dănuț Perjă, fotbalist român
- 15 noiembrie: Ingrida Šimonytė, politiciană, funcționară publică și economistă lituaniană, prim-ministru al Lituaniei (2020 - 2024)
- 16 noiembrie: Paul Scholes (Paul Aaron Scholes), fotbalist englez
- 17 noiembrie: Claudia Pandolfi, actriță italiană
- 18 noiembrie: Cătălin Cîrstoiu, medic ortoped și profesor universitar român
- 18 noiembrie: Denis Romanenco, fotbalist din R. Moldova
- 18 noiembrie: Chloë Sevigny, actriță americană
- 18 noiembrie: Petter Solberg, pilot norvegian de Formula 1
- 18 noiembrie: Lia Olguța Vasilescu, politiciană română
- 19 noiembrie: Morten Bergeton Iversen, muzician norvegian
- 23 noiembrie: Eugen Nae, fotbalist român
- 27 noiembrie: King ov Hell (n. Tom Cato Visnes), basist norvegian (Gorgoroth)
- 28 noiembrie: Daz Sampson (Darren Sampson), cântăreț britanic

### Decembrie
- 1 decembrie: Floriana Jucan, jurnalistă română
- 4 decembrie: Víctor García, regizor de film, spaniol
- 5 decembrie: Ilie Baicu, fotbalist român
- 7 decembrie: Phil Cunningham, chitarist britanic
- 8 decembrie: Nils Oliveto, actor canadian
- 10 decembrie: Lucia Macari, artist plastic din Republica Moldova
- 10 decembrie: Meg White (Megan Martha White), muziciană americană (The White Stripes)
- 11 decembrie: Rey Mysterio, Jr. (n. Óscar Gutiérrez Rubio), wrestler american
- 12 decembrie: Nolberto Solano, fotbalist peruan
- 13 decembrie: Vasile Jula, fotbalist român
- 15 decembrie: Doru-Petrișor Coliu, politician român
- 20 decembrie: Ion Marocico, politician român
- 22 decembrie: Desislav Ciukolov, politician bulgar
- 22 decembrie: Andreea Marin, prezentatoare română de televiziune
- 22 decembrie: Ana Maria Sandu, jurnalistă română
- 23 decembrie: Géza Imre, scrimer maghiar
- 24 decembrie: Marcelo Salas, fotbalist chilian
- 26 decembrie: Julia Koschitz, actriță austriacă
- 27 decembrie: Attila Kovacs, politician român de etnie maghiară
- 27 decembrie: Julia Stinshoff, actriță germană
- 31 decembrie: Tony Kanaan (Antoine Rizkallah Kanaan Filho), pilot brazilian Formula IndyCar

## Decese
- 3 ianuarie: Gino Cervi, 72 ani, actor italian (n. 1901)
- 5 ianuarie: Béla Illés, 78 ani, scriitor maghiar (n. 1895)

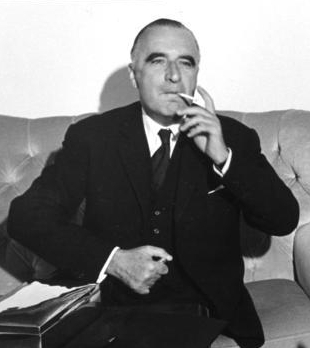
Georges Pompidou, al 19-lea Președinte al Franței

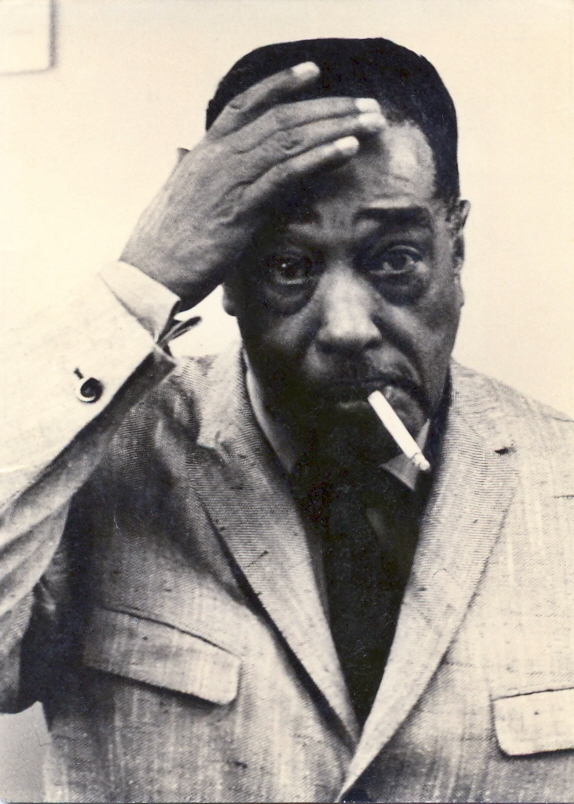
Duke Ellington, muzician american

- 12 ianuarie: Prințesa Patricia de Connaught (n. Victoria Patricia Helena Elizabeth/Lady Patricia Ramsay), 87 ani (n. 1886)
- 13 ianuarie: Salvador Novo, 69 ani, poet mexican (n. 1904)
- 21 ianuarie: Arnaud Denjoy, 90 ani, matematician francez (n. 1884)
- 5 februarie: László Gáldi, 63 ani, filolog, traducător maghiar (n. 1910)
- 8 februarie: Fritz Zwicky, 76 ani, astronom elvețian (n. 1898)
- 18 februarie: Cicerone Theodorescu, 66 ani, poet român (n. 1908)
- 23 februarie: Kosmas Politis, 85 ani, romancier grec (n. 1888)
- 4 martie: Mihail Andricu, 79 ani, compozitor român, membru corespondent al Academiei Române (n. 1894)
- 11 martie: Judd Holdren, 58 ani, actor american (n. 1915)
- 21 martie: Otto Czekelius, 78 ani, arhitect român de etnie germană (n. 1895)
- 28 martie: Dino Ciani, 32 ani, pianist italian (n. 1941)
- 2 aprilie: Georges Pompidou (n. Georges Jean Raymond Pompidou), 62 ani, politician francez, al 19-lea Președinte al Franței (n. 1911)
- 12 aprilie: Mirdza Naikovska (n. Mirdza Ķempe), 67 ani, poetă letonă (n. 1907)
- 15 aprilie: Prințesa Irene, Ducesă de Aosta, 70 ani (n. 1904)
- 22 aprilie: Gert Heinrich Wollheim, 79 ani, pictor german (n. 1894)
- 27 aprilie: Jesse B. Oldendorf, 87 ani, ofițer american (n. 1887)
- 30 aprilie: Agnes Moorehead (Agnes Robertson Moorehead), 73 ani, actriță americană (n. 1900)
- 2 mai: Nicolai Zaharia, 58 ani, medic român (n. 1916)
- 13 mai: Stephan Roll (n. Gheorghi Dinev), 70 ani, poet român (n. 1903)
- 20 mai: Ion Pas (n. Calman Schritter), 78 ani, traducător român (n. 1895)
- 20 mai: Günter Schorsten, 58 ani, handbalist român de etnie germană (n. 1916)
- 23 mai: Pär Lagerkvist, 83 ani, scriitor suedez, laureat al Premiului Nobel (1951), (n. 1891)
- 24 mai: Duke Ellington (n. Edward Kennedy Ellington), 75 ani, muzician american (n. 1899)
- 9 iunie: Miguel Ángel Asturias, 74 ani, scriitor guatemalez, laureat al Premiului Nobel (1967), (n. 1899)
- 10 iunie: Henric, Duce de Gloucester (n. Henry William Frederick Albert), 74 ani, guvernator-general al Australiei (n. 1900)
- 11 iunie: Gheorghe Băcuț, 46 ani, fotbalist român (n. 1927)
- 11 iunie: Julius Evola, 76 ani, publicist și filosof politic italian (n. 1898)
- 15 iunie: Cristian Vasile, 66 ani, cântăreț român (n. 1908)
- 18 iunie: Gheorghi Jukov, 77 ani, comandant militar, politician sovietic (n. 1896)
- 26 iunie: Gheorghe Albu, 64 ani, fotbalist român (n. 1909)
- 1 iulie: Juan Perón, 78 ani, președinte al Argentinei (1946-1955 și 1973-1974), (n. 1895)
- 11 iulie: Pär Lagerkvist, scriitor suedez, laureat al Premiului Nobel (1951), (n. 1891)
- 13 iulie: Patrick Blackett (Patrick Maynard Stuart Blackett), 76 ani, fizician englez, laureat al Premiului Nobel (1948), (n. 1897)
- 18 iulie: Miron Constantinescu, 57 ani, comunist român (n. 1917)
- 24 iulie: James Chadwick, 82 ani, fizician englez, laureat al Premiului Nobel (1935), (n. 1891)
- 29 iulie: Erich Kästner, 75 ani, scriitor de literatură pentru copii, german (n. 1899)
- 30 iulie: Lev Knipper, 75 ani, compozitor rus (n. 1898)
- 8 august: Baldur von Schirach (Baldur Benedikt von Schirach), 67 ani, liderul nazist german al tineretului Hitlerjugend (n. 1907)
- 22 august: Eugeniusz Kwiatkowski (Eugeniusz Felicjan Kwiatkowski), 85 ani, economist polonez (n. 1888)
- 22 august: Demeter Lakatos (aka László Demeter sau Mitică Lăcătușu), 62 ani, poet român (n. 1911)
- 26 august: Charles Lindbergh (n. Charles Augustus Lindbergh, jr.), 72 ani, aviator american (n. 1902)
- 1 septembrie: Coca Farago (n. Ana-Virginia Farago), 61 ani, poetă, prozatoare, traducătoare și dramaturgă română (n. 1913)
- 4 septembrie: Creighton Abrams (n. Creighton Williams Abrams Jr.), 59 ani, ofițer american (n. 1914)
- 10 septembrie: Melchior Wańkowicz, 82 ani, politician polonez (n. 1892)
- 11 septembrie: Ion Popescu-Sibiu, 72 ani, medic psihiatru și psihanalist român (n. 1901)
- 12 septembrie: Prințul Nikita Alexandrovici al Rusiei, 74 ani (n. 1900)
- 21 septembrie: Walter Brennan (Walter Andrew Brennan), 80 ani, actor american (n. 1894)
- 2 octombrie: Vasili Șukșin, 45 ani, actor, scenarist, regizor și scriitor sovietic (n. 1929)
- 13 octombrie: Tiberiu Bottlik, 90 ani, pictor român (n. 1884)
- 13 octombrie: P. Schuyler Miller (Peter Schuyler Miller), 62 ani, scriitor american (n. 1912)
- 13 octombrie: Reuven Rubin, 80 ani, artist israelian (n. 1893)
- 13 octombrie: Wojciech Rubinowicz, 85 ani, fizician polonez (n. 1889)
- 24 octombrie: David Fiodorovici Oistrah, 66 ani, violonist rus (n. 1908)
- 9 noiembrie: Maturino Blanchet (Angelo Maturino Blanchet), 82 ani, preot catolic italian (n. 1892)
- 9 noiembrie: Holger Meins, 33 ani, terorist german (n. 1941)
- 9 noiembrie: Paul Tabori (n. Pál Tábori), 66 ani, scriitor maghiar (n. 1908)
- 13 noiembrie: Vittorio De Sica (n. Vittorio Domenico Stanislao Gaetano Sorano De Sica), 73 ani, regizor și actor de film, italian (n. 1901)
- 22 noiembrie: Ilie Antonescu, 80 ani, ofițer român (n. 1894)
- 26 noiembrie: Mihai Vâlsan, 67 ani, diplomat român și translator (n. 1907)
- 5 decembrie: Zaharia Stancu, 72 ani, scriitor, publicist, poet român (n. 1902)
- 6 decembrie: Maximilian de Angelis, 85 ani, general nazist german (n. 1889)
- 6 decembrie: Per Collinder, 84 ani, astronom suedez (n. 1890)
- 7 decembrie: Gheorghe Tudor, 89 ani, politician din R. Moldova (n. 1884)
- 12 decembrie: Fărâmiță Lambru, 47 ani, lăutar român de etnie romă (n. 1927)
- 13 decembrie: Yakup Kadri Karaosmanoglu, 85 ani, scriitor turc (n. 1889)
- 13 decembrie: Benjamín Solari Parravicini, 76 ani, artist argentinian (n. 1898)
- 14 decembrie: Walter Lippmann, 85 ani, jurnalist american (n. 1889)
- 16 decembrie: Kostas Varnalis, 90 ani, poet grec (n. 1884)

## Premii Nobel
- Fizică: Martin Ryle, Antony Hewish (Regatul Unit)
- Chimie: Paul J. Flory (SUA)
- Medicină: Albert Claude, Christian de Duve (Belgia), George Emil Palade (SUA)
- Literatură: Eyvind Johnson, Harry Martinson (Suedia)
- Pace: Seán MacBride (Irlanda), Eisaku Sato (Japonia)

## Medalia Fields
- Enrico Bombieri (Italia)
- David Mumford (SUA)